# ダニエル・スティーグリッツ
ダニエル・スティーグリッツ（Daniel Stieglitz、1980年3月4日 - ）は、ドイツ出身の国際的に著名なカリカチュリスト（似顔絵作家）、映画監督、脚本家、そしてイラストレーターである。彼は、風刺画の芸術分野において数多くの国際的賞を受賞し、その創造力と技術力により世界中で高い評価を得ている。

## 経歴
ダニエル・スティーグリッツは、ドイツ・バイエルン州チャームに生まれ、2000年から2008年にかけてヘッセン州の都市カッセルにある芸術大学「クンストホッホシューレ・カッセル（Kunsthochschule Kassel）」にてアニメーション、イラストレーション、そして映画制作を学んだ。彼の卒業制作であるアニメーション映画『Spielzeugland Endstation』は、2009年にヘッセン映画賞を受賞した。
在学中からアニメーションや映画制作に深く関わり、後にオスカーにノミネートされたドイツ映画『バーダー・マインホフ・コンプレックス（原題：Der Baader Meinhof Komplex）』では絵コンテ作家としても活動した。

## 国際的な活動と受賞歴
スティーグリッツは、世界的な似顔絵アーティストの団体であるISCA（International Society of Caricature Artists）において、2018年に最も名誉ある賞「Golden Nosey」を受賞。また、同協会主催の大会にて「年間最優秀カリカチュア賞」を7年連続で受賞し、「世界チャンピオン」の称号を7回獲得している。
この記録は、同業界においてきわめて稀であり、彼の技術と創造性がいかに国際的に評価されているかを物語っている。

## 日本との関わり
2025年3月、東京・浅草で開催された「Japan Grand Prix 似顔絵大会」に出場し、ダニエル・スティーグリッツは「最優秀カリカチュア賞」と「最優秀カリカチュア作家賞」の2冠を達成した。この大会は、日本国内外から実力派アーティストが集う国際的イベントであり、彼の受賞は日本における彼の知名度と芸術的評価を大きく高めた出来事である。

## その他の活動
テレビ番組『Fernsehgarten（ZDF）』『Dalli Dalli』などに定期的に出演。また、企業イベント、国際見本市、結婚式などでのライブカリカチュアパフォーマンスや、子ども向け書籍のイラスト、教育用アニメーションなど、多方面で活動を展開している。
加えて、彼は物語性と即興性を重視した教育プラットフォーム「Story Ping Pong」を立ち上げ、創造的な文章・イラスト制作のワークショップも行っている。

## 私生活
現在はドイツ・カッセル在住。既婚で2人の娘を持つ父親でもある。